# 自虐史觀
自虐史觀是日本政治中一些右派人士之論述，源自日本歷史教科書問題。其主張認為主流歷史論述忽略提及日本的正面之處，反而過份強調日本負面之處，给人呈现“自虐”形象。2012年至2020年出任日本首相的安倍晉三亦使用此論述。

## 概述
目前日本主流的歷史教科書中對日軍在第二次世界大戰期間的所作所為的描述，被認為是在自虐史觀的指導下所編寫的。這些人認為，教科書傾向誇大描述日軍的暴行，而忽略日軍在東亞地區建設性的一面，這些就是自虐史觀的表現。南京大屠殺正確受害者數量、日軍慰安婦是否有被強制抓走（強制連行）的狀況，等等議題都是具有爭議的日军战争暴行。這種史觀在新歷史教科書編纂會編寫的《新歷史教科書》中尤為突出，引起了日本國內其他人以及中國與韓國的強烈不滿。秦郁彦的著書《陰謀史觀》指责，“自虐史观”和“东京审判批判”都是曖昧不清的用语但同時也指出對於二戰歷史研究的政治干預太多，兩造雙方都曾以他的觀點進行彼此攻擊。2014年1月自民党的政治方针中明确提出“为了让民众对日本的历史和传统文化抱有自信而不是陷于自虐史观，有必要提出对教科书的编写、审核、选择提出适当措施”。
久米田康治的漫畫《絕望先生》曾對自虐史觀進行嘲諷和惡搞。
2016年12月，女性战争与和平资料馆（女たちの戦争と平和資料館）馆长池田惠理子说，该馆曾对日本国内有关战争与和平主题的纪念馆进行过调查，发现没有一家国立纪念馆提及慰安妇问题，一些公立、县立、私立的纪念馆也只稍有提及；日本右翼势力认为“承认慰安妇的強制連行问题和誇大南京大屠杀”是自虐史观，在右翼势力的压力下，原本稍有提及強制連行慰安妇问题的纪念馆也撤下了相关内容。